# Інститут прав людини імені Людвіга Больцмана
48°12′45″ пн. ш. 16°21′53″ сх. д. / 48.2125° пн. ш. 16.36483° сх. д.
Інститут прав людини імені Людвіга Больцмана (нім. Ludwig Boltzmann Institut für Menschenrechte, BIM) — це дослідницький інститут у Відні, який входить у склад австрійського товариства Людвіга Больцмана, який спеціалізується на правах людини.

## Історія
Інститут був заснований у 1992 році Феліксом Ермакорою, Манфредом Новаком і Ганнесом Треттером, усі три професори права Віденського університету. Фелікс Ермакора († 1995) був його першим директором, а потім Манфред Новак і Ганнес Треттер як спільні наукові директори (2009—2019). З 2019 року науковим керівником є Майкл Лізандер Фремут. Фремут також займає посаду професора фундаментальних прав людини у Віденському університеті. Інститут розташований за адресою Freyung 6 у центрі міста Відень / Австрія. Співпрацює з Institut für Staats- und Verwaltungsrecht Віденського університету.
У 1993 році Інститут організував і координував діяльність понад 3000 делегатів неурядових організацій під час Всесвітньої конференції з прав людини. У 2002 році Інститут отримав загальний мандат Європейської Комісії для виконання проектів Twinning. З моменту заснування дослідницької платформи «Права людини в європейському контексті» у 2008 році Інститут координує дослідницьку платформу, яка об'єднує дослідників шести факультетів Віденського університету.

## Структура
Повсякденною роботою Інституту керує керуючий директор Патриція Муссі-Мейлер. В Інституті функціонують наступні наукові напрями:
- Людська гідність і громадська безпека
- Розвиток співробітництва та бізнесу
- Європейська політика сусідства та інтеграції
- Антидискримінація, різноманітність і притулок
- Права жінок, права дітей і торгівля людьми
- Освіта з прав людини
- Цифрові права

## Нагороди
У 1995 році Інститут був нагороджений правозахисною нагородою «Bruno-Kreisky Preis für Verdienste um die Menschenrechte». У 2007 році таку ж нагороду отримав колишній науковий співдиректор Інституту Манфред Новак.

## Публікації
У 1999 році Інститут став співредактором щорічника «Jahrbuch Menschenrechte» з прав людини.
Між 1999 і 2007 роками Інститут опублікував власну серію досліджень у видавництві Verlag Österreich. З 2008 року Інститут видає разом із австрійським Neuer Wissenschaftlicher Verlag (NWV) серію досліджень «Studienreihe des Ludwig Boltzmann Instituts für Menschenrechte» (доступна на міжнародному рівні через видавництво Intersentia): (вибране)
- Універсальна кримінальна юрисдикція як механізм і частина глобальної боротьби за боротьбу з безкарністю, особливо щодо злочину тортур, Манфред Новак, Фіона Штайнерт і Ханнес Треттер (ред.), Відень 2012 (Studienreihe, том 23)
- Всесвітній суд з прав людини — Консолідований статут і коментар, Юлія Козма, Манфред Новак, Мартін Шейнін, Відень 2011 (Studienreihe, том 22)
- Надзвичайні видачі та захист прав людини, Відень, 2010 (Studienreihe, том 20)

Крім того, існує серія публікацій співробітників Інституту, яка доповнює цю серію досліджень.